# Oxycopis vittata
Oxycopis vittata är en skalbaggsart som först beskrevs av Fabricius 1775.  Oxycopis vittata ingår i släktet Oxycopis och familjen blombaggar. Inga underarter finns listade i Catalogue of Life.